# فلاديمير كلاشنيكوف
فلاديمير كلاشنيكوف (بالروسية: Владимир Калашников)‏ هو مدرب كرة قدم ولاعب كرة قدم روسي في مركز الوسط، ولد في 17 ديسمبر 1953 في نيجني تاجيل في روسيا. لعب مع أورال يكاترينبورغ.